# 스티븐 아일랜드
스티븐 제임스 아일랜드(Stephen James Ireland, 1986년 8월 22일 코크 ~ )는 아일랜드의 은퇴한 축구 선수로 과거 포지션은 공격형 미드필더였다.

## 선수 시절

### 클럽
2005년 잉글랜드 프리미어리그의 맨체스터 시티에서 데뷔한 후 2009-10 시즌까지 맨시티의 주축 미드필더로 176경기 23골을 터뜨리며 2008-09년 UEFA 유로파리그 8강, 2009-10년 EFL컵 4강 진출의 성과를 거두었고 이에 힘입어 2007년 FAI 선정 올해의 해외 신인 선수, 2009년 맨체스터 시티 올해의 선수상에 선정되는 영예를 안았다.
이후 애스턴 빌라로 이적해 2012-13 시즌까지 57경기 1골로 2010-11년 UEFA 유로파리그 플레이오프 진출, 2012-13 EFL컵 4강 진출 등에 기여한 것은 물론 2012년 애스턴 빌라 팬들이 선정한 올해의 선수상에 이름을 올렸으며 2010-11 시즌에는 뉴캐슬 유나이티드에서 잠시 임대 선수로 활동하기도 했다.
2012-13 시즌을 마친 후 스토크 시티와 입단 계약을 체결한 뒤 2017-18 시즌까지 70경기 8골을 기록하며 2015-16 EFL컵 4강 진출에 일조했으며 2018-19 시즌 볼턴 원더러스를 끝으로 프로 통산 305경기 30골의 기록을 남긴 후 14년간의 선수 생활에 마침표를 찍었다.

### 국가대표팀
2006년 1월 스웨덴과의 친선 경기에서 국제 A매치 데뷔전을 치른 이후 같은 해 10월 7일 키프로스와의 UEFA 유로 2008 예선 D조 2차전에서 A매치 데뷔골을 신고했다.
이후 예선 5경기에서 4골을 터뜨리며 맹활약했지만 팀은 12경기 4승 5무 3패로 체코, 독일에 밀려 조 3위로 예선 탈락의 고배를 마셨으며 유로 2008 예선이 끝난 후 대표팀 은퇴를 선언했다.

## 수상

### 클럽
맨체스터 시티
- EFL컵 : 4강 (2009-10)

 애스턴 빌라
- EFL컵 : 4강 (2012-13)

 스토크 시티
- EFL컵 : 4강 (2015-16)

### 개인
- FAI 선정 올해의 해외 신인 선수 : 2007
- 맨체스터 시티 올해의 선수 : 2007
- 애스턴 빌라 팬 선정 올해의 선수 : 2012